# Marcel Dietsche
Marcel Dietsche (* 27. Oktober 1979) ist ein ehemaliger Schweizer Politiker der Schweizerischen Volkspartei (SVP).

## Politische Laufbahn
2004 wurde er für die Schweizerische Volkspartei in den Kantonsrat St. Gallen gewählt.
2011 wurde er Vorsitzender der SVP Oberriet. Im Herbst 2016 kandidierte Dietsche als Gemeindepräsident von Oberriet. Nachdem er im ersten Wahlgang gegen den Amtsinhaber Rolf Huber (FDP) knapp unterlegen war, scheiterte er auch in der Stichwahl.
Am 1. Mai 2019 trat er per sofort aus dem Kantonsrat und aus allen seinen öffentlichen Ämtern zurück, seine Stelle bei der Kantonspolizei St. Gallen kündigte er, da eine Strafanzeige wegen sexueller Belästigung von Arbeitskolleginnen gegen ihn eingereicht worden war. 2020 wurde das Strafverfahren gegen Dietsche rechtskräftig eingestellt. Er konnte sich im Rahmen eines Vergleichsverfahrens mit den Betroffenen gütlich einigen, diese erklärten darauf ihr Desinteresse an einer weiteren Strafverfolgung.

## Beruf und Ehrenamt
Dietsche absolvierte eine Ausbildung zum Elektromonteur am Berufs- und Weiterbildungszentrum Buchs. Später absolvierte er die Ausbildung zum Polizisten und übernahm die Leitung der Polizeistation Oberriet bei der Kantonspolizei. Aufgrund einer Strafanzeige gegen ihn (siehe Abschnitt Politische Laufbahn) kündigte er seine Stelle und trat von allen öffentlichen Ämtern zurück.
Dietsche führte ab 1. August 2017 den Vorsitz der Berufsfachschulkommission BZB Buchs. Er war Sportverbandspräsident der Sport Union Ostschweiz.

## Privates Leben
Dietsche ist verheiratet und lebt mit seiner Frau und zwei Kindern in Kriessern.